# مدور حراري

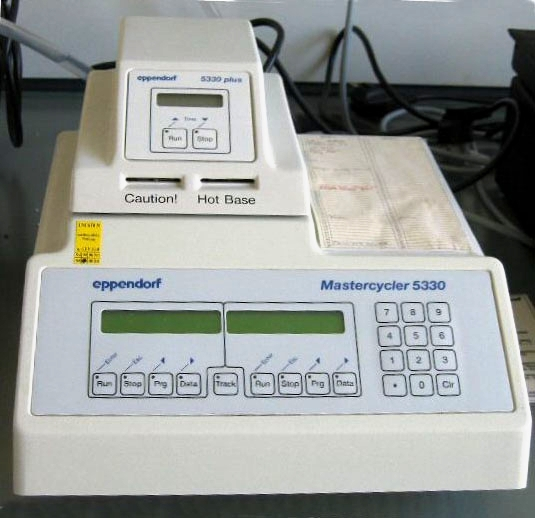
مدور حراري

مدور الحراري (بالإنجليزية: Thermal cycler)‏ هو جهاز يستخدم في تقنية تفاعل البوليميراز المتسلسل  ويقوم بعملية نسخ الـ DNA. حيث أن معظم طرق تفاعل البلمرة المتسلسل تستخدم التدوير الحراري بمعنى أنه يتم تسخين وتبريد عينة تفاعل البوليميراز المتسلسل وذلك طبقا لسلسلة خطوات حرارية محددة، أي أنه لا يوجد شيء يدور بداخل هذا الجهاز وإنما اشتق هذا الاسم من عملية تنظيم حرارة الجهاز بحيث ترتفع إلى درجة عالية مثلا 98 درجة لفصل سلسلتي الـ DNA عن بعضهما البعض وبعد ذلك بمراحل يتم تقليل هذه الحرارة إلى 45 درجة ثم 72 درجة وبعد مراحل مختلفة تتكرر هذه العملية من جديد حتى نحصل على ملايين النسخ من قطعة DNA تحتوي على جين معين نريد دراستها. تكرار عملية رفع الحرارة وانخفاضها إلى درجات مختلفة هو ما نقصد به التدوير الحراري وهي الوظيفة التي يقوم بها جهاز المدوّر الحراري.

## التاريخ

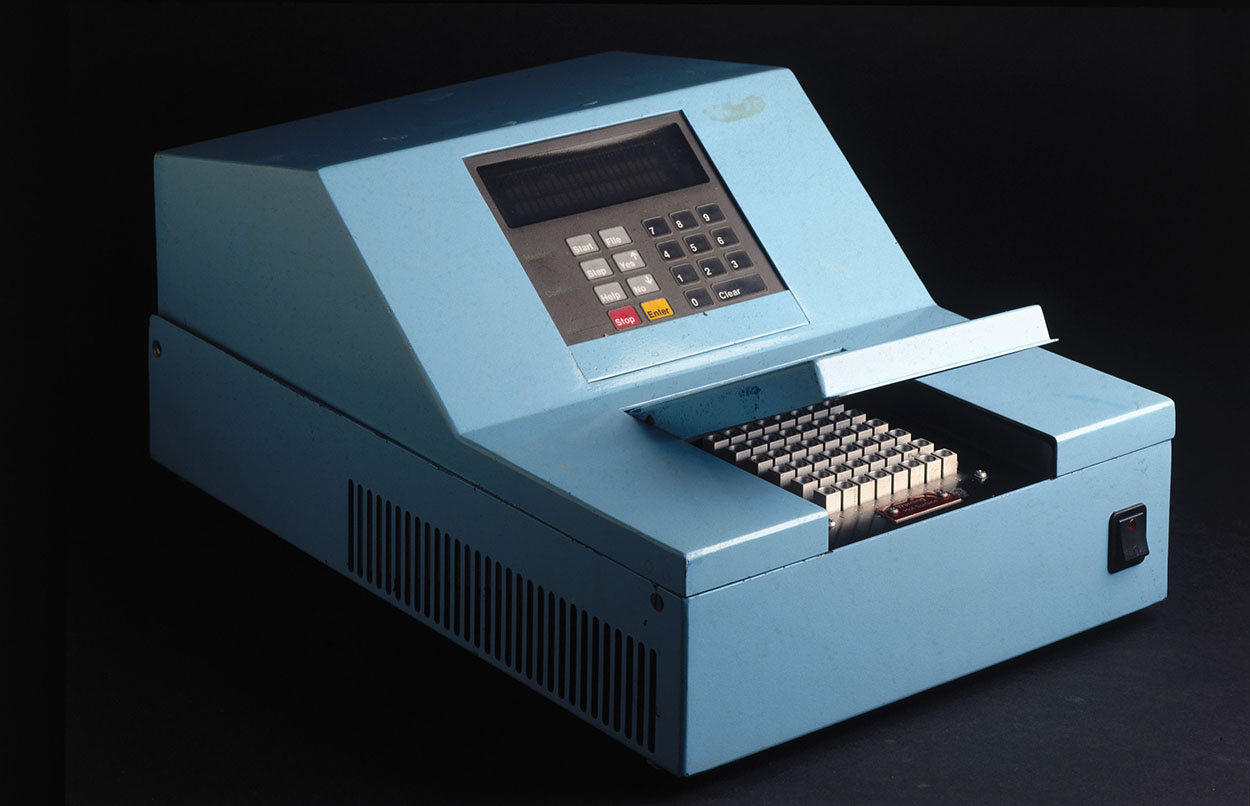
Baby Blue، نموذج أولي لمدور حراري آلي تم تصنيعه عام 1986 تقريبا

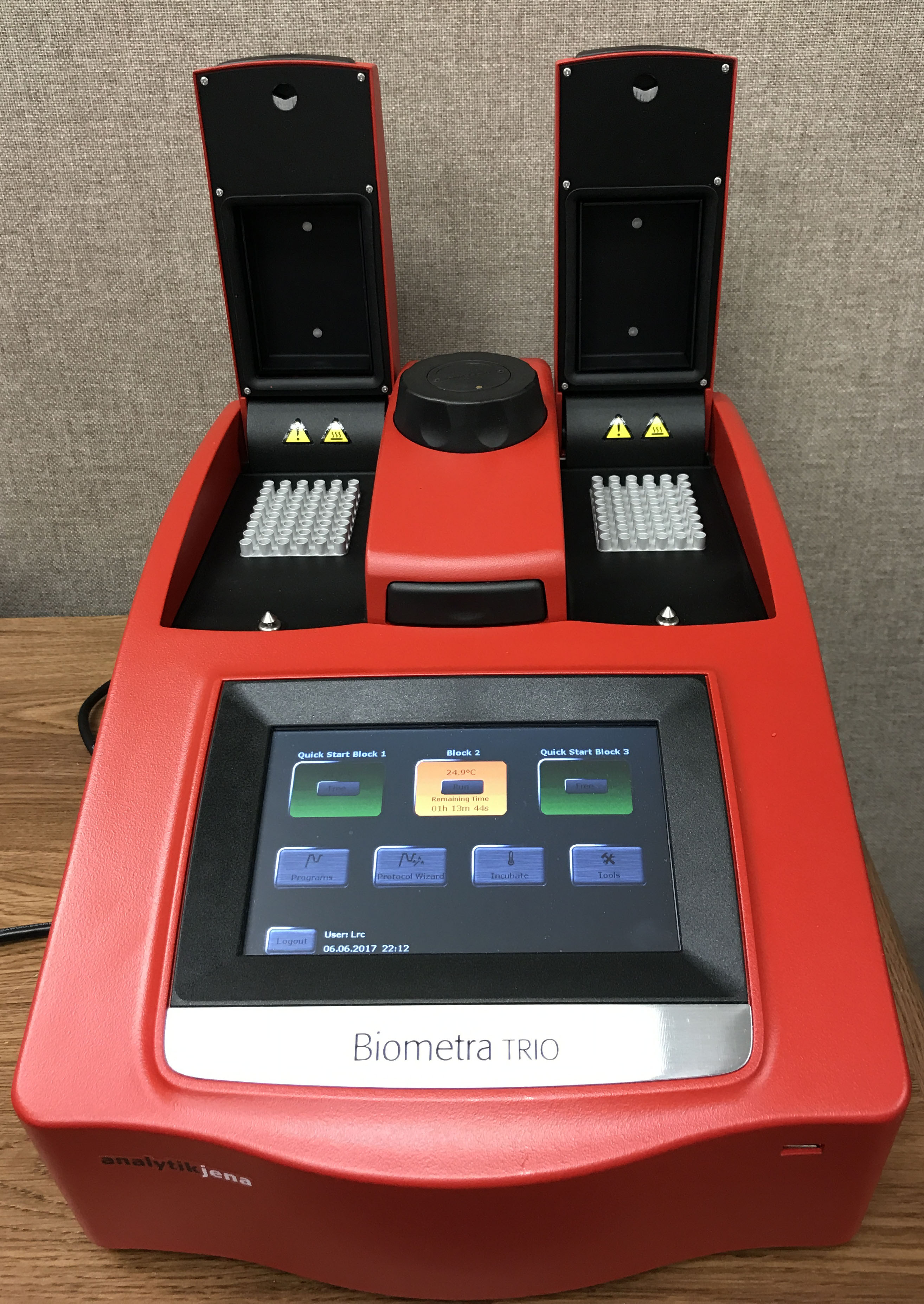
Biometra TRIO، دوار حراري مزود بواجهة تعمل باللمس

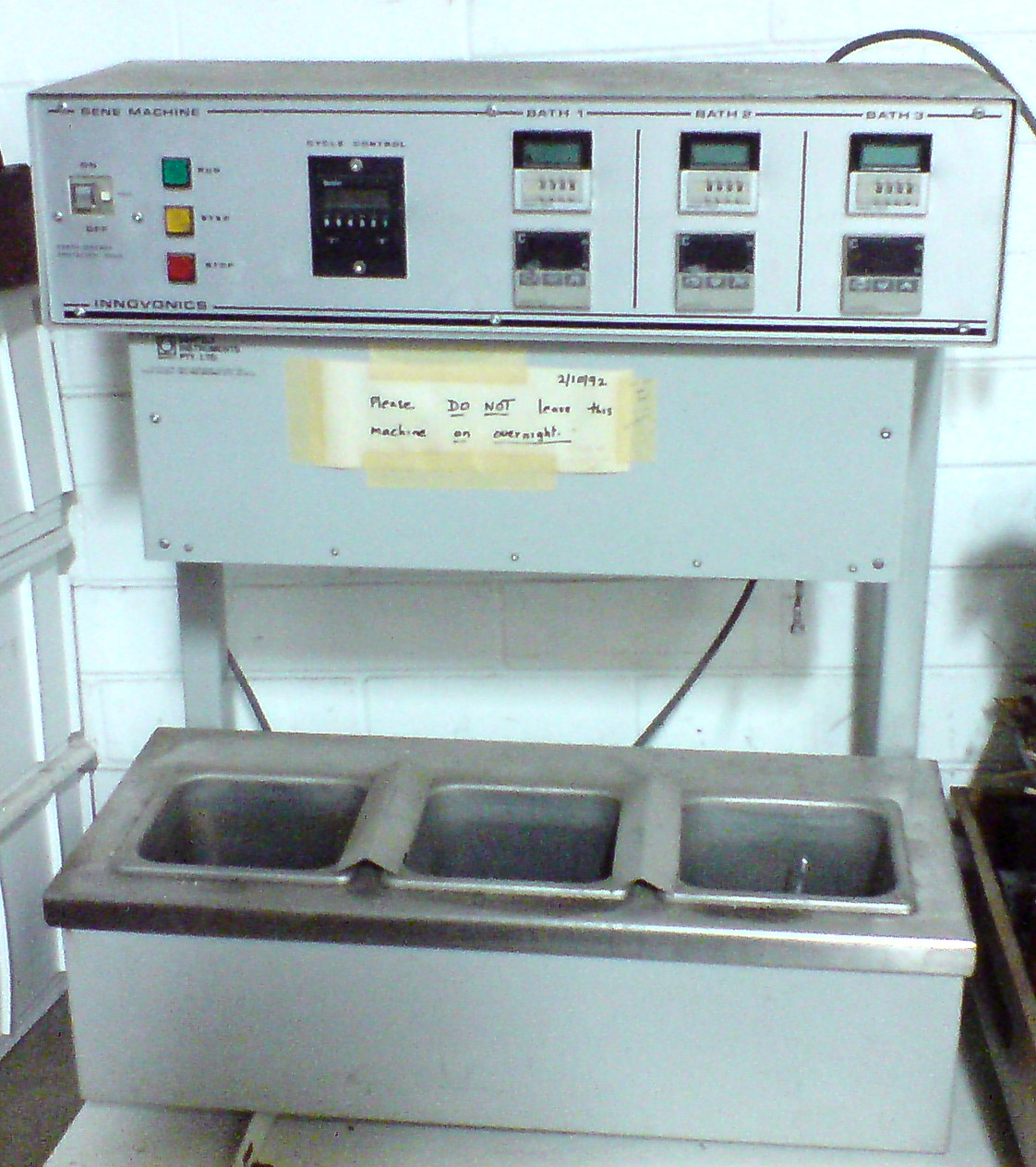
مدور حراري قديم، يستخدم ثلاث حمامات مائية مختلفة في درجات حرارة ثابتة يتم نقل العينات بينها بواسطة ذراع آلية بدلاً من نقلها في درجات حرارة مختلفة

أول مدور حراري صمم لاستخدامه في تجزيء كلينو لبوليميراز الدنا 1. ولأن هذا الإنزيم يتم تدميره أثناء كل خطوة تسخين في عملية التضخيم، يجب إضافة إنزيم جديد في كل دورة. هذا أدى إلى آلة بطيئة تعتمد على ماصة آلية، مع أنابيب تفاعل مفتوحة.
في وقت لاحق، تم تكييف عملية التدوير الحراري لاستخدامها في بوليمراز المستحرة المائية من مستحرة مائية مما سهل إلى حد كبير من تصميم مدور حراري. بينما في بعض الآلات القديمة يتم غمر الكتلة في حمام زيتي للتحكم في درجة الحرارة، في المدورات الحرارية الحديثة، يتم استخدام عنصر بلتييه. 
غالبًا ما تحتوي المدورات الحرارية عالية الجودة على كتل فضية لتحقيق تغيرات سريعة في درجة الحرارة ودرجة حرارة موحدة في جميع أنحاء الكتلة. تحتوي وحدات التدوير الأخرى على كتل متعددة ذات سعة حرارية عالية، يتم الاحتفاظ بكل منها عند درجة حرارة ثابتة، ويتم نقل أنابيب التفاعل بينها آليًا. 
تم تصنيع مدورات حرارية مصغرة حيث يتحرك خليط التفاعل عبر القناة في المناطق الساخنة والباردة على رقاقة مائعة دقيقة. 
المدورات الحرارية المصممة لتفاعل البوليميراز المتسلسل بالزمن الحقيقي تحتوي على أنظمة بصرية تمكن من مراقبة الفلورة أثناء دورة التفاعل.